# Miopsalis pulicaria
Espèce
Miopsalis pulicaria est une espèce d'opilions cyphophthalmes de la famille des Stylocellidae.

## Distribution
Cette espèce est endémique du Penang en Malaisie. Elle se rencontre sur l'île de Penang.

## Description
L'holotype mesure 2,25 mm.

## Publication originale
- Thorell, 1890 : « Aracnidi di Pinang raccolti nel 1889 dai signori L. Loria e L. Fea. » Annali del Museo Civico di Storia Naturale di Genova, sér. 2, vol. 10, p. 269-383 (texte intégral).